# Naoki Sugai
Naoki Sugai (Sendai, 21 september 1984) is een Japans voetballer (middenvelder) die sinds 2003 voor de Japanse eersteklasser Vegalta Sendai uitkomt. 
1 Rokutan ·
2 Kamata ·
3 Watanabe ·
4 Hachisuka ·
5 Ishikawa ·
6 Min-tae ·
7 Okuno ·
8 Nozawa ·
9 Wilson ·
10 Yong-gi ·
11 Kanazono ·
14 Kanakubo ·
16 Schmidt ·
17 Tomita ·
19 Sugiura ·
20 Ramon ·
21 Seki ·
22 Ishikawa ·
23 Futami ·
25 Sugai ·
26 Fujimura ·
27 Takei ·
28 Yamamoto ·
29 Uemoto ·
30 Nishimura ·
31 Motegi ·
33 Tatara ·
36 Murakami ·
Coach: Watanabe